# Penny (The Big Bang Theory)
Penny este un personaj fictiv din serialul Teoria Big Bang, jucat de Kaley Cuoco. Penny este vecina de visavis a lui Leonard și Sheldon și, după Wolowitz, este "o zeiță cu miresme de prăjitură". Orginară din Omaha, Nebraska, ea este o frumoasă  chelneriță la fabrica locală de plăcinte cu brânză, care, în afara faptului că a dat audiții pentru câteva seriale, scrie un film semi-autobiografic despre o fată din Lincoln, Nebraska ce se mută la Los Angeles pentru a deveni o actriță, dar sfârșește prin a lucra la Fabrica de Plăcinte cu Brânză. Penny este foarte sociabilă, drăguță și încrezută. 